# منتخب فيتنام لكرة اليد للسيدات
منتخب فيتنام لكرة اليد للسيدات هو الممثل الرسمي لفيتنام في رياضة كرة اليد. شارك في بطولة آسيا لكرة اليد للسيدات مرة واحدة وكانت تلك المشاركة في سنة 2008، حقق فيها المركز السادس.